# NGC 5782
NGC 5782 ist eine 13,7 mag helle linsenförmige Galaxie vom Hubble-Typ S0 im Sternbild Bärenhüter und etwa 433 Millionen Lichtjahre von der Milchstraße entfernt. 
Sie wurde am 19. April 1887 von dem amerikanischen Astronomen Lewis A. Swift entdeckt, der sie dabei mit „eF, vS, E, * nr sf“ beschrieb.
Swifts Positionsangabe zeigt auf ein leeres Stück Himmel; die zu dieser Position nächstgelegene Galaxie ist CGCG 076-094 auf Rektaszension: 14:54:58.4; Deklination: +11:41:56. Anhand der Beschreibung gehen die meisten modernen Astronomen jedoch davon aus, dass Swift die hier beschriebene Galaxie beobachtet hat.